# Metropolis Orchester Berlin

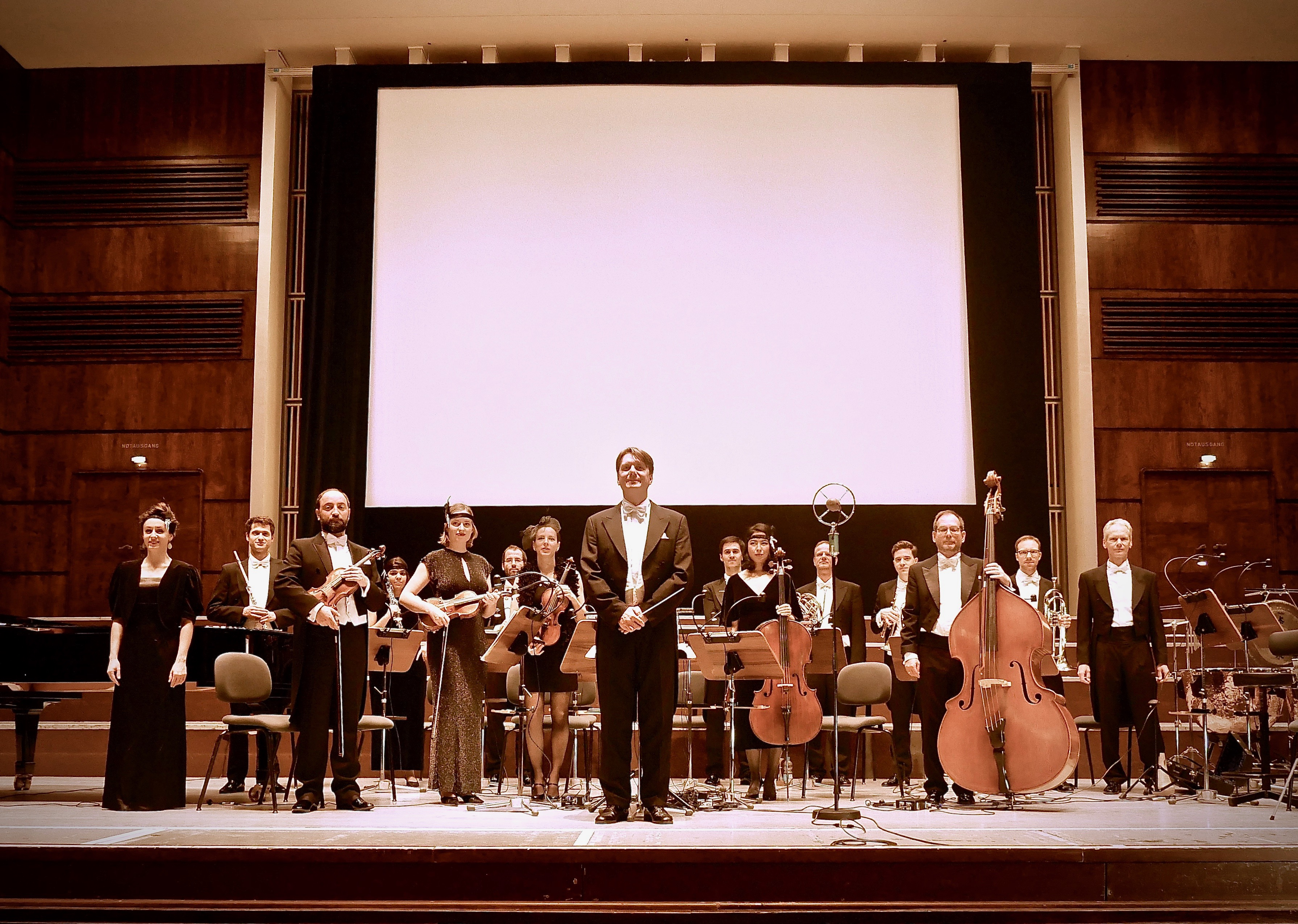
Metropolis Orchester Berlin 2018

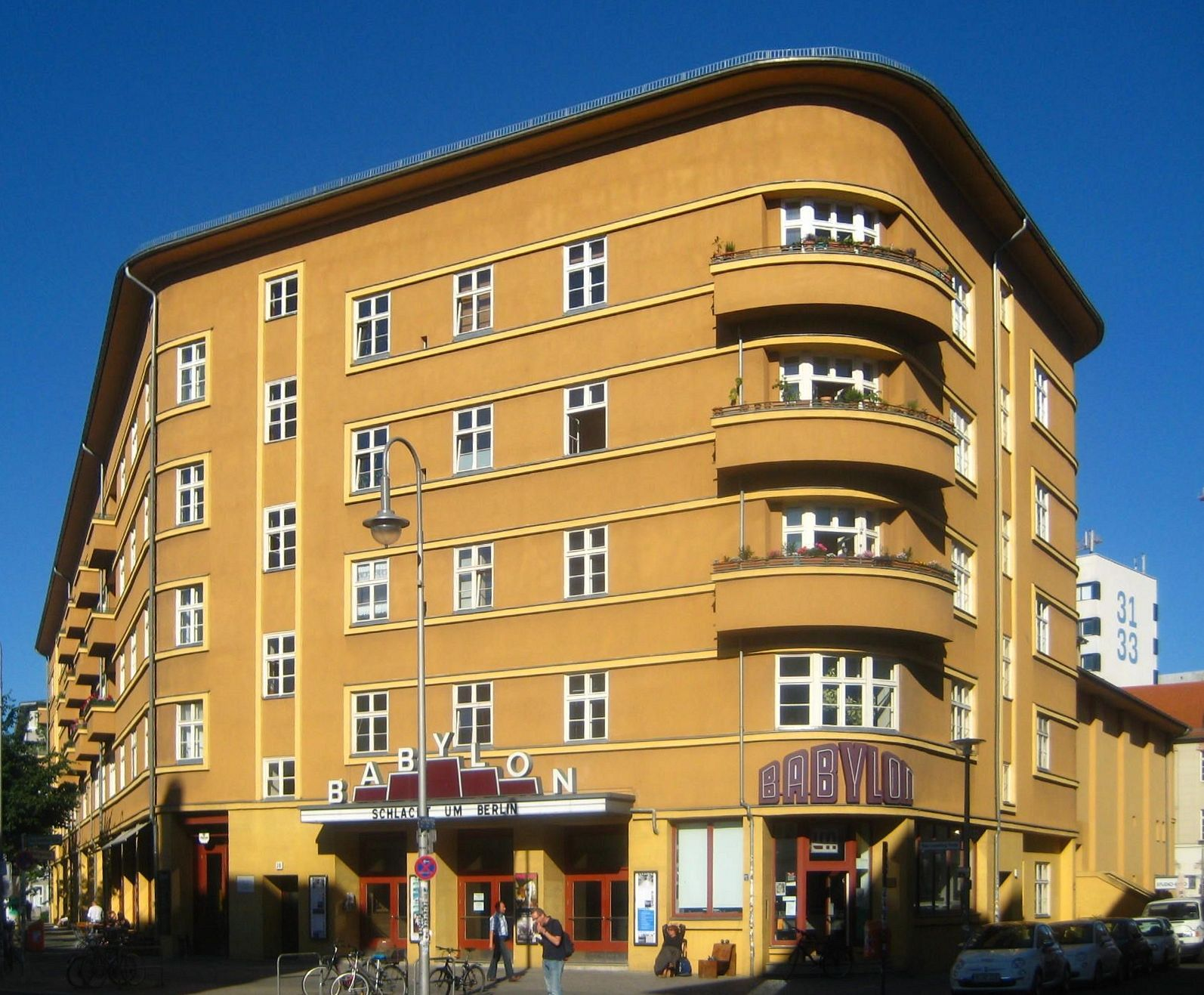
Das Kino Babylon, erste Spielstätte des Metropolis Orchesters

Das Metropolis Orchester Berlin ist ein freies Orchester mit Sitz in Berlin, das sich auf die Begleitung von Stummfilmen spezialisiert hat.

## Geschichte
Das Metropolis Orchester Berlin wurde 2017 vom Dirigenten und Posaunisten Burkhard Götze und anderen stummfilmbegeisterten Musikerinnen und Musikern gegründet mit der Zielsetzung, durch ein professionelles Kino-Orchester die Berliner Kino- und Musiklandschaft zu bereichern.
In den ersten beiden Jahres baute es eine regelmäßige, orchesterbegleitete Stummfilmreihe im Berliner Kino Babylon auf. Es entstanden auch Neukompositionen exklusiv für das Orchester. Weitere Auftritte folgten im Berliner Theater im Delphi, dem Zeughauskino oder dem Heimathafen Neukölln. Im September 2019 debütierte das Orchester anlässlich des Festivals „100 Jahre Filmgeschichte am Zoo“ im Zoo Palast. Das Orchester erhält regelmäßig Einladungen von namhaften Filmfestivals wie dem Braunschweig International Film Festival, dem Filmkunstfest Mecklenburg-Vorpommern oder den Internationalen Stummfilmtagen Bonn.
Das Orchester wirkte auch bei Musikproduktionen mit. So arbeitete es 2019 mit der Sängerin Jadu zusammen.
2021 erhielt Burkhard Götze den Stummfilmpreis des Stummfilmmagazins Köln für die Rekonstruktion der originalen Filmmusik von „Sumurun“ von 1920.